# Фредерік Вінтерс
Фредерік Вінтерс (англ. Frederick Winters, 1872 — ) — американський важкоатлет.
Срібний призер Олімпійських Ігор 1904 року в багатоборстві на гантелях.